# Kozí hřbet (Libavá)
Kozí hřbet s výškou 532 m n. m. leží nad zaniklou vesnicí Barnov a nad přehradou Barnovská u řeky Odry ve vojenském újezdu Libavá v okrese Olomouc v Olomouckém kraji. Kozí hřbet je součástí masivu Olověnského vrchu, kde se v minulosti těžily rudy. Je veřejnosti běžně nepřístupný.  

## Další informace
V minulosti byl kopec obhospodařován blízkým Barnovem.
Pod kopcem se nachází železobetonový Barnovský most z roku 1908 (památka místního významu).
Severozápadní svah kopce obtéká Klikatý potok a jižní svah obtéká Studený potok. Severní až východní část obtéká řeka Odra.
K vrcholu vedou lesní cesty od Barnovské přehrady. Na svazích poblíž Studeného potoka jsou zajímavé malé skalky.

## Galerie

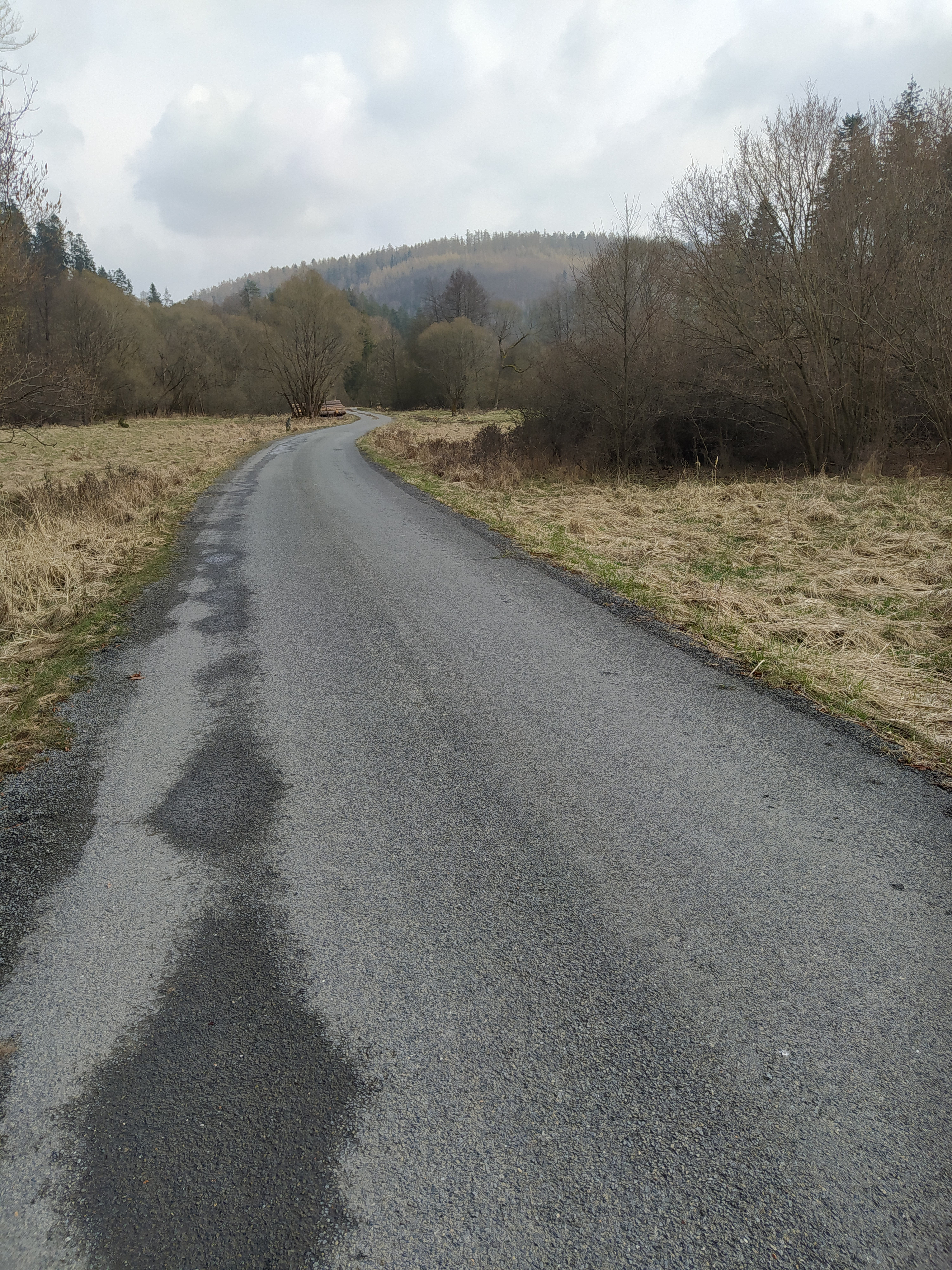
Pohled na Kozí hřbet, z údolí řeky Odry
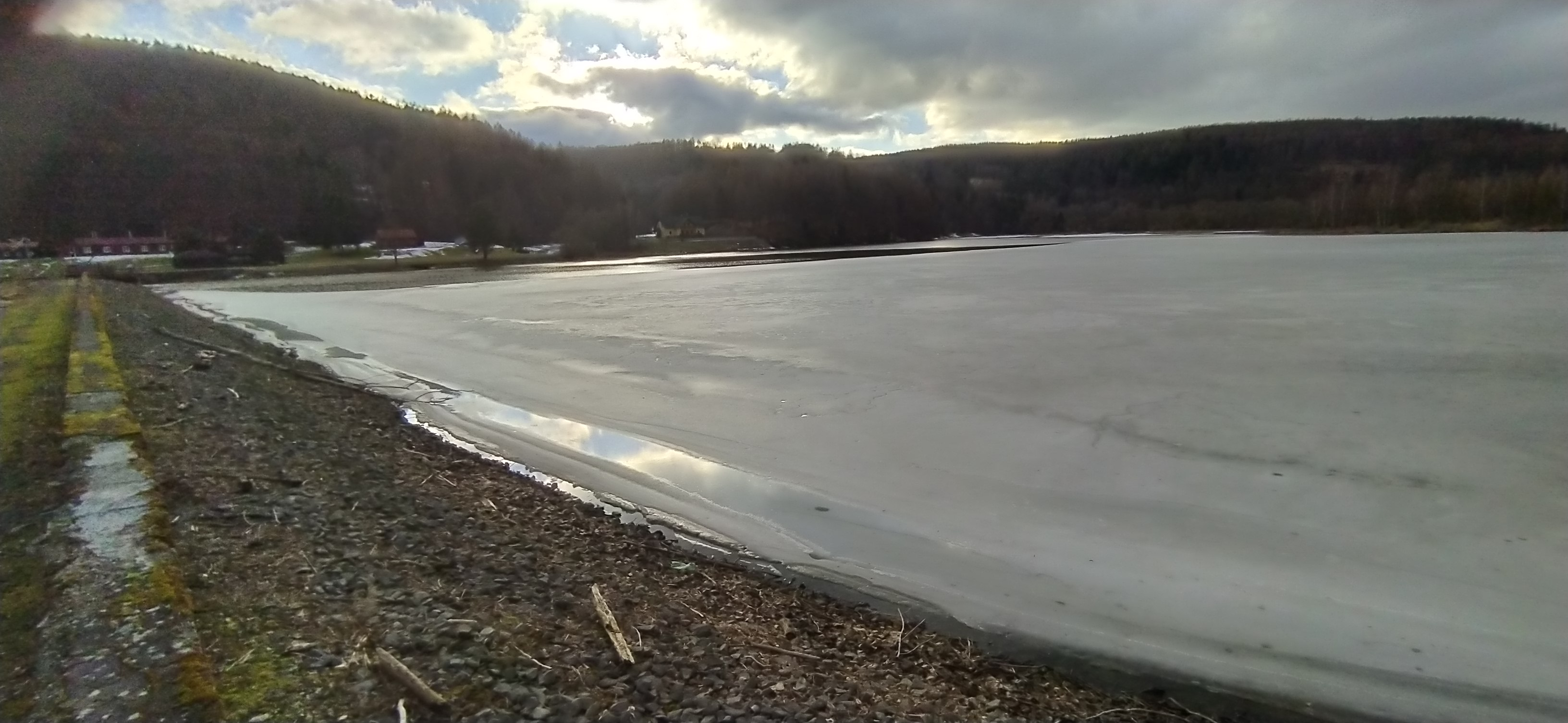
Zímní podvečer, Barnovská přehrada směrem k Barnovu (údolí mezi kopci) a Kozímu hřbetu (vrchol napravo)